# عصام عبد الهادي
عصام عبد الهادي (1928 - 2013) إحدى رائدات العمل النسائي والاجتماعي والنضال الوطني منذ عام 1949 عندما بدأت عملها في الاتحاد النسائي الفلسطيني في نابلس. إحدى مؤسسات الاتحاد العام للمرأة الفلسطينية. حاصلة على جائزة ابن رشد للفكر الحر عام 2000. كانت إحدى ثماني فلسطينيات تم ترشيحهن لنيل جائزة نوبل للسلام عام 2005 وذلك في إطار مشروع لمنح ألف امرأة جائزة نوبل للسلام.

## حياتها
ولدت في نابلس عام 1928. ودرست في البداية في المدرسة العائشية للبنات بنابلس وأكملت دراستها الثانوية بمدرسة الفرندز في رام الله. هي والدة كل من فيصل وسعد وفادية وفيحاء عبد الهادي.

## عملها
لم تقتصر حدود عملها على النضال من أجل حقوق المرأة فحسب، بل تعدته إلى النضال من أجل حقوق الشعب الفلسطيني. تعرضت في عام 1969 للاعتقال وللتعذيب في السجن مع ابنتها فيحاء بتهمة تزويد المقاومة بالمساعدة المادية وإيواء فدائيين مطلوبين. على إثرها قامت سلطات الاحتلال الإسرائيلي بإبعادهما إلى الأردن لتكون أول مبعدة فلسطينية.
انتُخِبت عام 1949 أمينة سر جمعية الاتحاد النسائي العربي في نابلس، كما انتُخِبت رئيسة للاتحاد العام للمرأة الفلسطينية عام 1965 في مؤتمره التأسيسي الأول الذي عقد في القدس. وهي عضو في المجلس الوطني الأول الذي عقد بالقدس عام 1964.